# Enna pecki
Espèce
Enna pecki est une espèce d'araignées aranéomorphes de la famille des Trechaleidae.

## Distribution
Cette espèce est endémique de la province de Guanacaste au Costa Rica,.

## Description
La carapace de la femelle holotype mesure 2,93 mm de long sur 2,79 mm de large.

## Étymologie
Cette espèce est nommée en l'honneur de Stewart B. Peck.

## Publication originale
- Silva, Lise & Carico, 2008 : Revision of the Neotropical spider genus Enna (Araneae, Lycosoidea, Trechaleidae). Journal of Arachnology, vol. 36, p. 76-110 (texte intégral).